# Frank E. Hughes
Frank E. Hughes (Kern, 14 giugno 1893 – 26 aprile 1947) è stato uno scenografo statunitense.

## Filmografia parziale
- L'isola delle sirene (Coney Island), regia di Walter Lang (1943)
- Bernadette (The Song of Bernadette), regia di Henry King (1943)
- Prigionieri dell'oceano (Lifeboat), regia di Alfred Hitchcock (1944)
- Nelle tenebre della metropoli (Hangover Square), regia di John Brahm (1945)
- Un albero cresce a Brooklyn (A Tree Grows in Brooklyn), regia di Elia Kazan (1945)
- If I'm Lucky, regia di Lewis Seiler (1946)
- Anna e il re del Siam (Anna and the King of Siam), regia di John Cromwell (1946)
- La moneta insanguinata (The Brasher Doubloon), regia di John Brahm (1947)